# 塔吉克斯坦交通

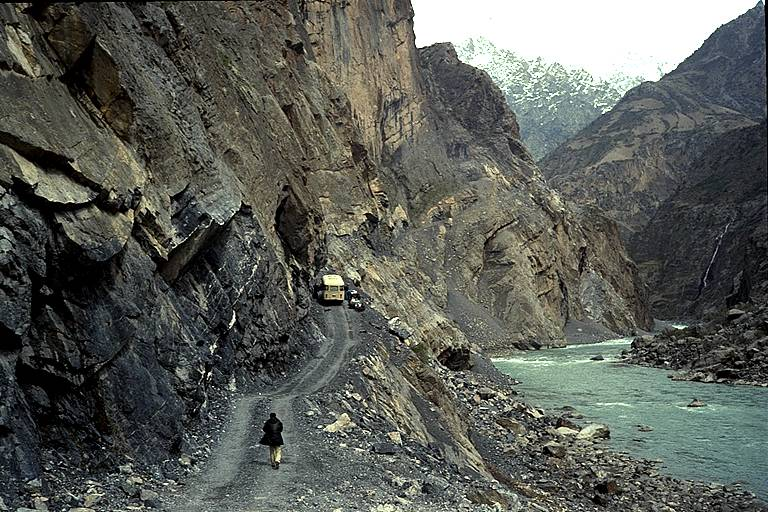
位於杜尚貝與霍羅格之間的帕米爾公路

塔吉克斯坦交通是指中亚国家塔吉克斯坦的交通运输及概况，该国为内陆国家，无出海口，又因地勢複雜而導致交通狀況欠佳，帕米爾高原公共運輸发展更加落后。连接该国与邻国乌兹别克斯坦、吉尔吉斯斯坦与阿富汗的帕米爾公路是该国最主要的公路干线。

## 公路

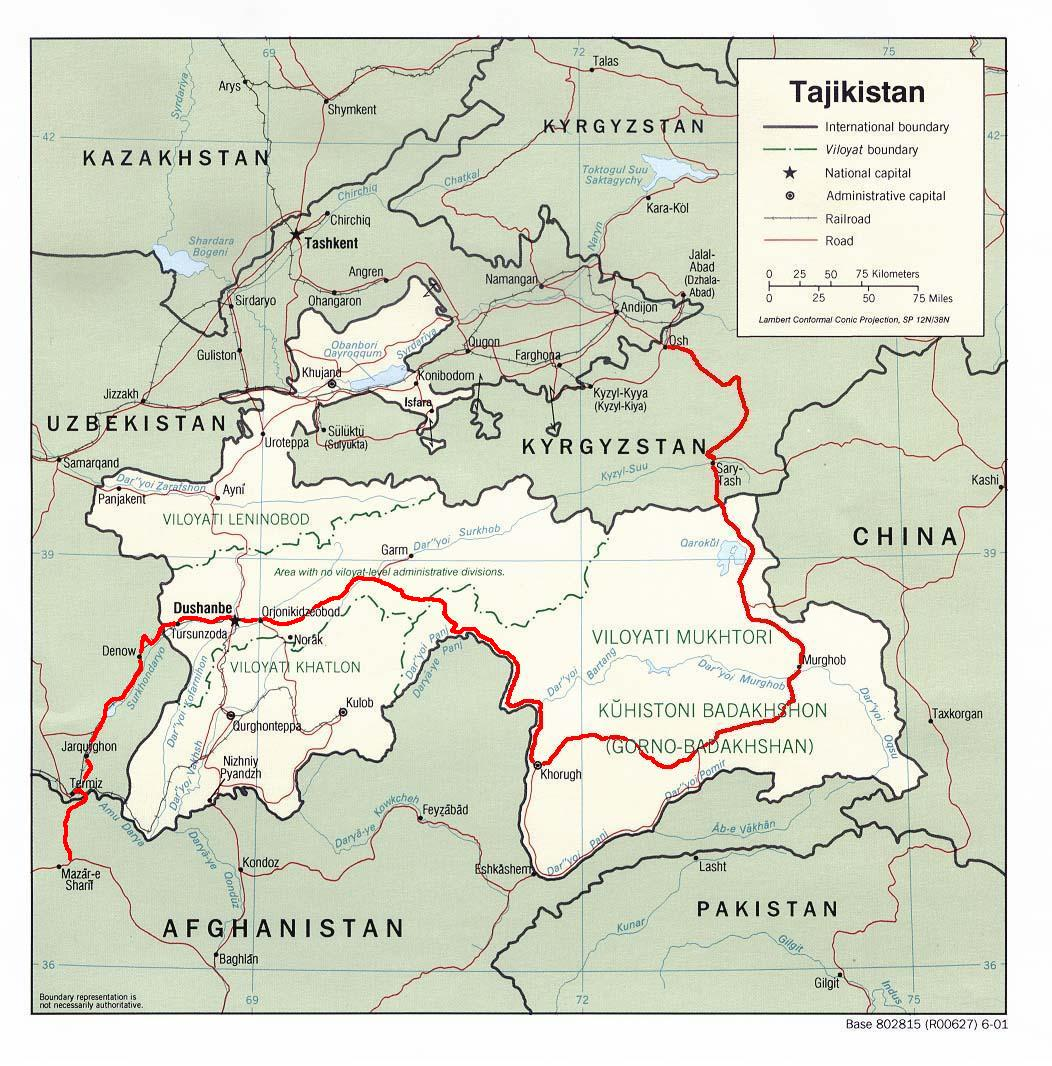
帕米爾公路歷史路線圖，途經阿富汗、乌兹别克斯坦、塔吉克斯坦以及吉尔吉斯斯坦等國家。今屬於M41公路，並將終點位置從奧什延伸到比什凯克西郊之卡拉巴塔

途經阿富汗、乌兹别克斯坦、塔吉克斯坦以及吉尔吉斯斯坦等國家的帕米爾公路是塔吉克斯坦最重要的公路，此公路是地勢險峻的帕米爾山區當中唯一一條連續的公路，也是塔吉克戈爾諾-巴達赫尚自治州主要的供給道路。其已有數千年歷史，曾經是連絡丝绸之路的道路之一。
2015年，连接杜尚别与本国第二大城市苦盏的安佐布隧道通车， 为杜尚别和苦盏之间往来交通带来了极大便利，比起以往节省了人们至少4个小时的路程时间，同时避免了途中不必要地经过乌兹别克斯坦国领土。

## 鐵道

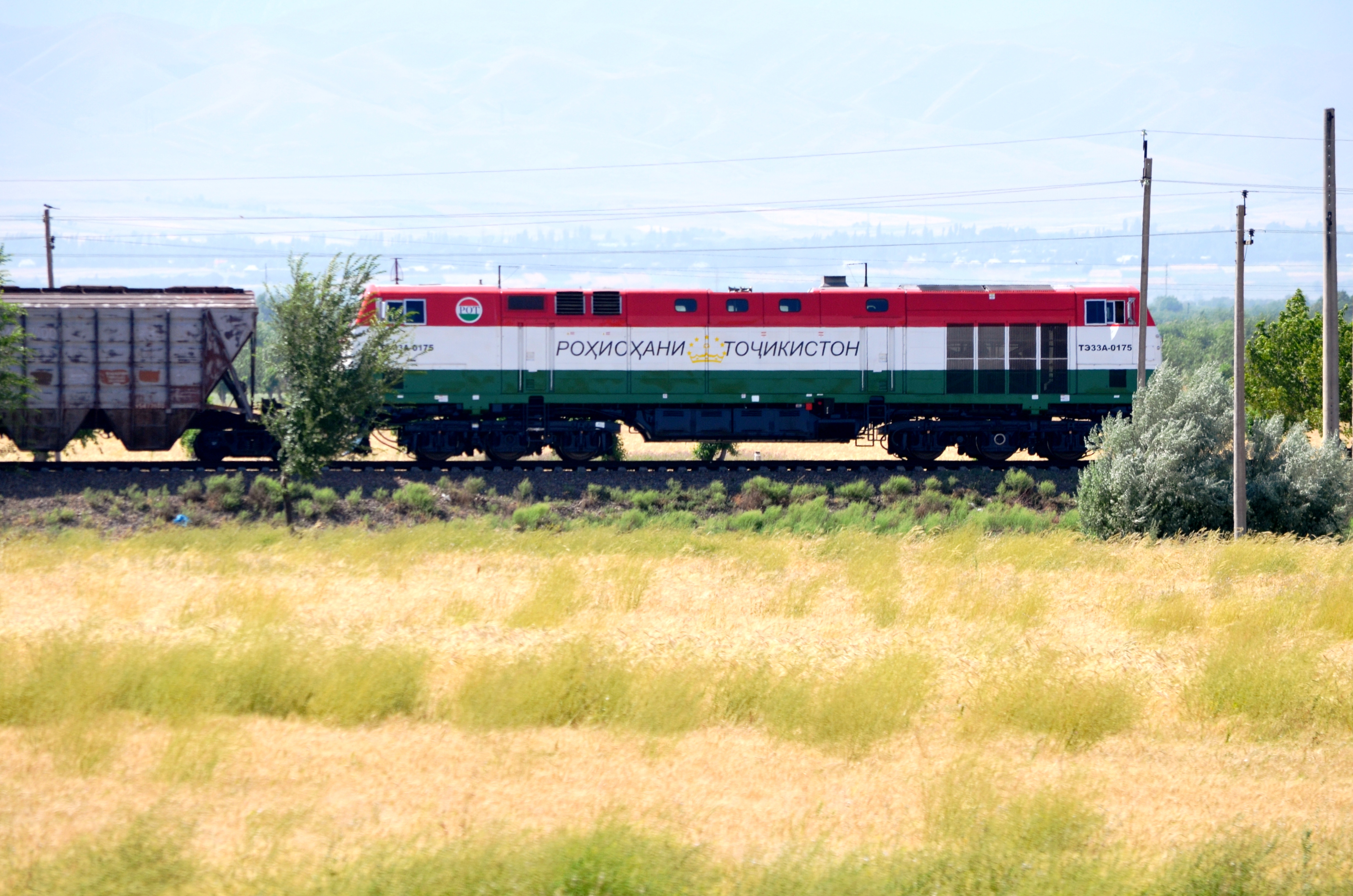
塔吉克斯坦铁路交通上一辆TE33A号号蒸汽列车

塔吉克斯坦的鐵道运输业并不发达，仅拥有680公里非电气化单轨铁路，铁路寬度约1520毫米。 塔吉克斯坦的铁路运输系统将本国西部主要中心城市与邻国乌兹别克斯坦的轨道交通连接。1999年，一条新线路接通了两个南部城市古尔冈特帕和库洛布。2016年，随着另一条线路的开通，古尔冈特帕和库洛布这两个城市与首都杜尚别自此连通，同时新线路也连接了本国南部和中部的铁路系统。然而，靠近苦盏的北部铁路运输干线仍未与杜尚别等南部城市的干线连接；因此当地乘客通常只能搭乘经行乌兹别克斯坦的长途铁路运输从北部铁路系统前往杜尚别等城市。截至2017年，北部铁路运输干线的客运服务仅限于从杜尚别和苦盏到莫斯科的不频发国际列车、杜尚别到苦盏（途径乌兹别克斯坦）的周次列车、从杜尚别到帕赫塔奥博德的每日班车以及库洛布到沙尔图兹每周两次的当地列车。

## 航空

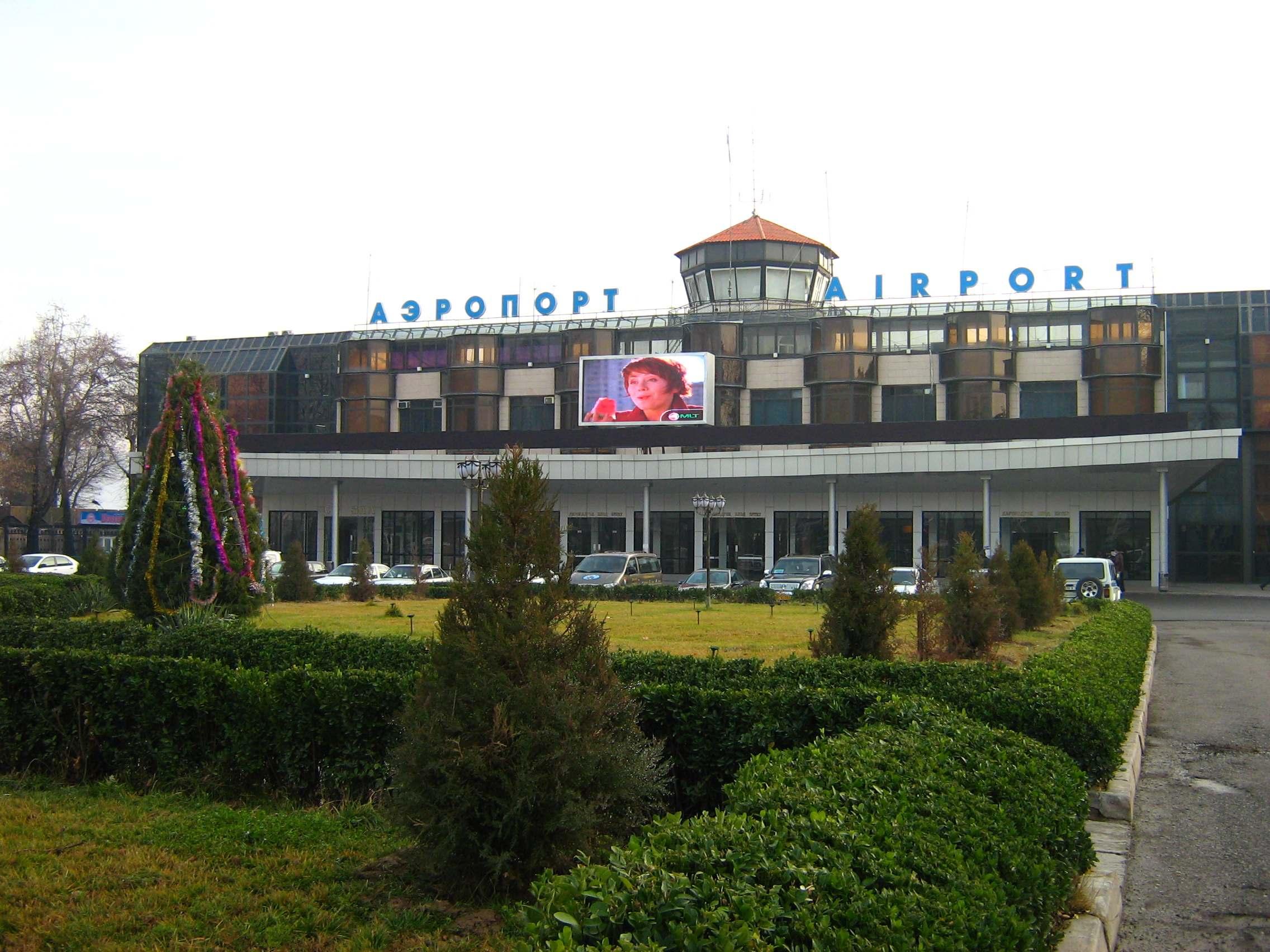
塔吉克斯坦機場

塔吉克航空公司总部位于该国首都杜尚别的杜尚别国际机场，和索蒙航空的樞紐機場亦设于此，该机场也是塔吉克斯坦最主要的机场。除此之外，在苦盏、霍罗格等国内重要城市也有地方机场。

## 有轨电车

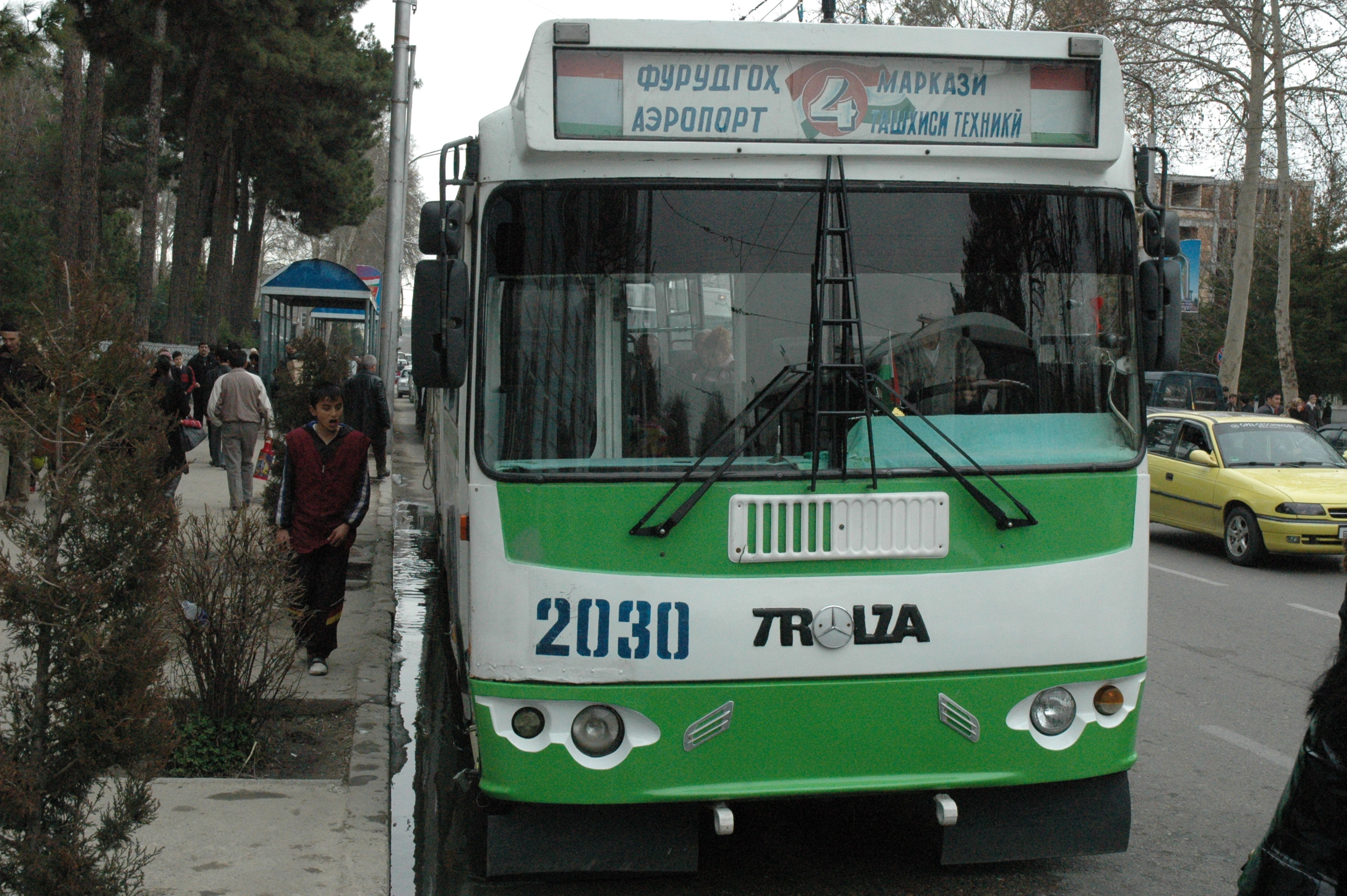
Trolza ZiU-682-016有轨电车四号线路

1955年，塔吉克斯坦在杜尚别开通了有轨电车线路，至2006年已经拥有八条线路。